# Кубок Македонії з футболу 1997—1998
Кубок Македонії з футболу 1997–1998 — 6-й розіграш кубкового футбольного турніру в Македонії. Титул втретє здобув Вардар.

## 1/4 фіналу
| Команда 1           | Заг. | Команда 2               | 1-й матч | 2-й матч |
| ------------------- | ---- | ----------------------- | -------- | -------- |
| Скоп'є              | 2:1  | Македонія Гьорче Петров | 1:1      | 1:0      |
| Беласиця (Струмиця) | 2:5  | Вардар                  | 2:2      | 0:3      |
| Борец (Велес)       | 1:3  | Сілекс                  | 0:2      | 1:1      |
| Балкан (Скоп'є)     | 0:2  | Слога Югомагнат         | 0:0      | 0:2      |

## 1/2 фіналу
| Команда 1       | Заг. | Команда 2 | 1-й матч | 2-й матч |
| --------------- | ---- | --------- | -------- | -------- |
| Слога Югомагнат | 3:1  | Сілекс    | 1:1      | 2:0      |
| Скоп'є          | 0:5  | Вардар    | 0:4      | 0:1      |

## Фінал
| 24 травня 1998 |

| Вардар                    | 2:0      | Слога Югомагнат |
| ------------------------- | -------- | --------------- |
| Крстев 75' Здравевскі 83' | Протокол |                 |

| Градський стадіон, Скоп'є Глядачів: 19 000 Арбітр: Сашо Лазаревський |